# ワルテル・アジョビ
ワルテル・オルランド・アジョビ・コロソ（スペイン語: Walter Orlando Ayoví Corozo、スペイン語発音: [ˈwalteɾ aˈʝoβi]、1979年8月11日 - ）は、エクアドル・エスメラルダス出身のサッカー選手。元エクアドル代表。ポジションはDF。

## クラブ経歴
ロカフエルテFCの下部組織出身で、CSエメレクで頭角を現した。2002年1月23日にバルセロナSCに移籍。ドイツ・ブンデスリーガのアルミニア・ビーレフェルトや1.FSVマインツ05からの興味も報じられていたが、欧州移籍する事はなく、アル・ワスルFCに期限付き移籍したのみで、2006年までバルセロナSCに在籍した。
2009年1月7日にリーガMXのCFモンテレイが彼の獲得に動いていると報じられ、直後にレンタル移籍の形で加入し、2月6日の第4節で初出場初得点を記録。その後エクアドル代表として彼が出場したブラジル代表戦での活躍によって、3月29日にモンテレイが買い取り、2011年12月までの契約を締結した。2013年にCFパチューカに移籍した。2015年7月15日に契約解除。7月26日にドラドス・デ・シナロアにマルコス・カイセド、セグンド・カスティージョ、クリスティアン・スアレスとともに加入。12月9日にモンテレイに復帰した。

## 代表経歴
2001年にエクアドル代表デビュー。翌年には22歳の若さで2002 FIFAワールドカップのメンバーに招集された。しかし、2006 FIFAワールドカップの際はメンバーから漏れた。コパ・アメリカ2007には参加し、同杯に向けての練習試合となったコロンビア代表戦ではフリーキックを決めた。コパ・アメリカ2007ではメキシコ代表戦に途中出場、ブラジル代表戦でスターティングメンバーとして出場した。
2010 FIFAワールドカップ・南米予選ではペルー代表を5-1で倒し、アルゼンチン代表から得点し2-0で倒し、と大きな貢献を見せた。
2014 FIFAワールドカップ・南米予選では16試合全てに出場。2014 FIFAワールドカップ本戦進出において重要な役割を担った。本戦でも3試合全てに出場した。
2015年3月31日に行われたアルゼンチン代表戦で代表100試合出場を達成。同年にはコパ・アメリカ2015に主将として臨んだが、開幕節のチリ代表戦で筋肉を傷めて離脱、ダニエル・アングロに取って代わられた。

## 個人
リーガMXでのプレーが長くメキシコに帰化したため、メキシコ国籍も保有している。
いとこのハイメ・アジョビもエクアドル代表のサッカー選手。

## 代表歴

### 出場大会
- エクアドル代表
  - 2002 FIFAワールドカップ
  - 2014 FIFAワールドカップ

### 試合数
- 国際Aマッチ 122試合 8得点（2001年-2017年）[11]

| エクアドル代表 | 国際Aマッチ | 国際Aマッチ |
| 年             | 出場        | 得点        |
| -------------- | ----------- | ----------- |
| 2001           | 2           | 0           |
| 2002           | 3           | 0           |
| 2003           | 1           | 0           |
| 2004           | 4           | 0           |
| 2005           | 7           | 0           |
| 2006           | 0           | 0           |
| 2007           | 12          | 3           |
| 2008           | 10          | 1           |
| 2009           | 9           | 1           |
| 2010           | 5           | 2           |
| 2011           | 16          | 0           |
| 2012           | 8           | 0           |
| 2013           | 12          | 1           |
| 2014           | 10          | 0           |
| 2015           | 11          | 0           |
| 2016           | 10          | 0           |
| 2017           | 2           | 0           |
| 通算           | 122         | 8           |

### 得点
2018年4月19日現在
| # | 日附           | 場所                                         | 対戦相手     | 得点 | 結果 | 大会                              |
| - | -------------- | -------------------------------------------- | ------------ | ---- | ---- | --------------------------------- |
| 1 | 2007年6月6日   | ムルシア・エスタディオ・デ・ラ・コンドミーナ | コロンビア   | 0-1  | 3-1  | 親善試合                          |
| 2 | 2007年11月21日 | キト・エスタディオ・オリンピコ・アタウアルパ | ペルー       | 1-0  | 5-1  | 2010 FIFAワールドカップ・南米予選 |
| 3 | 2007年11月21日 | キト・エスタディオ・オリンピコ・アタウアルパ | ペルー       | 4-0  | 5-1  | 2010 FIFAワールドカップ・南米予選 |
| 4 | 2008年3月26日  | ラタクンガ・エスタディオ・ラ・コチャ         | ハイチ       | 2-1  | 3-1  | 親善試合                          |
| 5 | 2009年6月10日  | キト・エスタディオ・オリンピコ・アタウアルパ | アルゼンチン | 1-0  | 2-0  | 2010 FIFAワールドカップ・南米予選 |
| 6 | 2010年11月17日 | キト・エスタディオ・オリンピコ・アタウアルパ | ベネズエラ   | 3–0  | 4–1  | 親善試合                          |
| 7 | 2010年11月17日 | キト・エスタディオ・オリンピコ・アタウアルパ | ベネズエラ   | 4–0  | 4–1  | 親善試合                          |
| 8 | 2013年5月29日  | フロリダ州ボカラトン・FAUスタジアム          | ドイツ       | 2–4  | 2–4  | 親善試合                          |

## タイトル

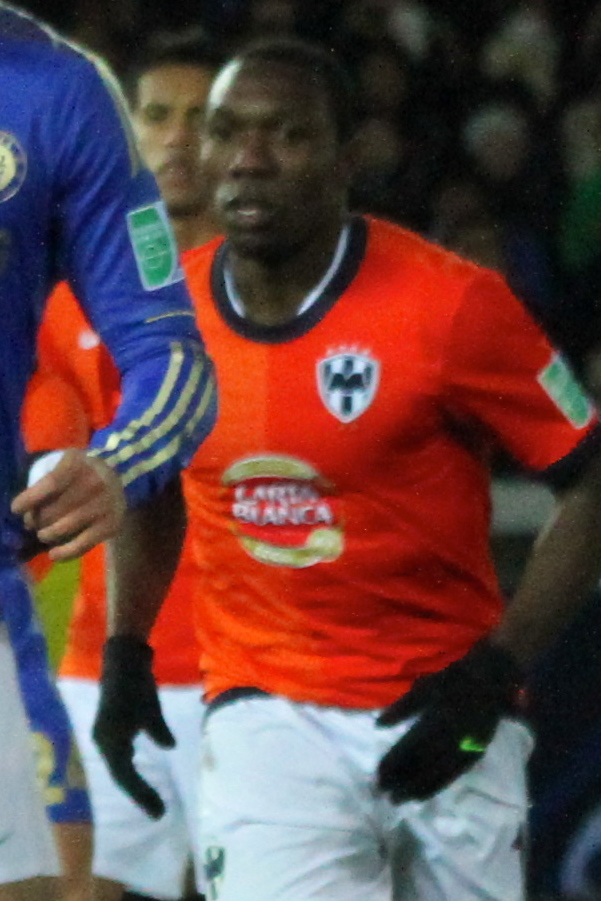
モンテレイの一員として出場したFIFAクラブワールドカップ2012にて

### クラブ
エメレク
- セリエA: 2001, 2002

エル・ナシオナル
- セリエA: 2006

モンテレイ
- リーガMX: 2009アペルトゥーラ, 2010アペルトゥーラ
- CONCACAFチャンピオンズリーグ: 2010-11, 2011-12, 2012-13